# Charlie Haden
Charles Edward „Charlie” Haden (Shenandoah, Iowa, 1937. augusztus 6. – Los Angeles, Kalifornia, 2014. július 11.) amerikai jazz-nagybőgős és zeneszerző. Az Ornette Coleman Quartet egyik alapító tagja volt.

## Pályafutása
Haden már gyermekkorában a helyi, country-zenét sugárzó rádióban naponta szerepelt. Zenei tanulmányai után Los Angelesbe költözött, ahol Paul Bley triójában játszott. 1958-ban találkozott Ornette Colemannel és próbálni kezdett vele, majd 1960-ig együtt játszottak. Drogproblémák miatt egy darabig kikerült a jazzéletből, majd 1964-ben ismét felbukkant Danny Zeitlin és Tony Scott társaságában.
1966-ban ismét visszatért Ornette Coleman együttesébe. 1969-ben Carla Bley-jel közösen megalapította a Liberation Music Orchestrát. Az együttes egyik lemeze, a "Liberation Music" "Amerika-ellenes" tartalma miatt lekerült a terjesztők listájáról. Az albumon többek között a "Song For Che" című szerzemény is szerepel.
Haden 1991-ben folytatta politikai jellegű zenéjét, amikor Carlos Paredes portugál zenésszel egy albumot jelentetett meg. Dolgozott Pat Metheny néhány albumán, Alice Coltrane lemezein (1968-1972), Keith Jarrettel (1967-1975), az Old And New Dreams együttesben virtuózan rekonstruálták az Ornette Coleman kvartett zenéjét Dewey Redmannal. Az évek során a bigband-felállástól a hagyományos kvartetten át az intim kettősökig minden formában kiemelkedőt alkotott.

## További információk

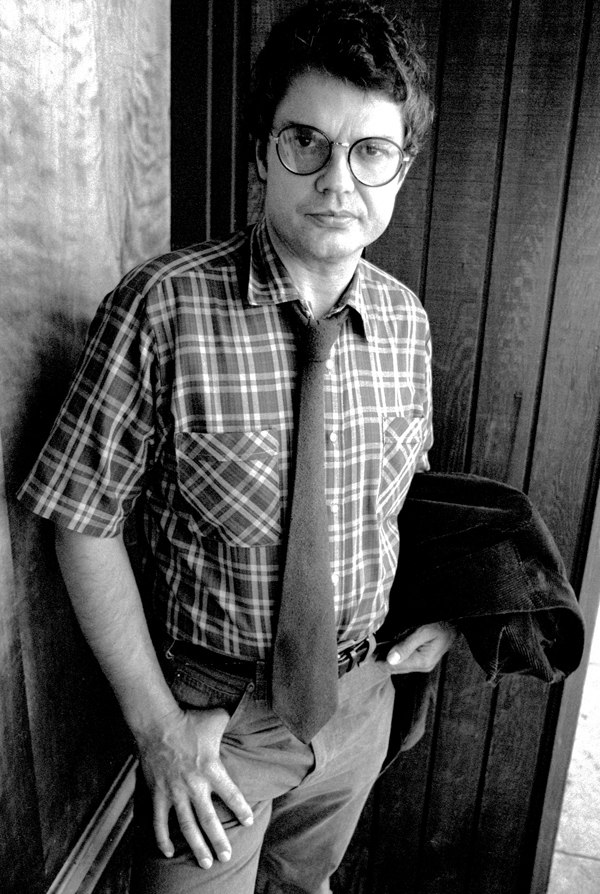